# Volvo PV
Le PV sono una serie di due modelli, la PV444 e la PV544, prodotti dalla Volvo Personvagnar dal 1947 al 1965. Durante le prime fasi della seconda guerra mondiale, Volvo decise che una vettura piccola, economica e con un basso consumo di carburante avrebbe garantito il futuro della casa svedese. La carenza di materie prime durante la guerra spinse la Volvo a rimpicciolire ulteriormente le dimensioni della PV. Quando l'auto fu introdotta, nel 1944, la Volvo ebbe una risposta molto positiva dal pubblico svedese. Però la PV fu messa in produzione solo nel 1947, tre anni dopo la presentazione.

## PV444

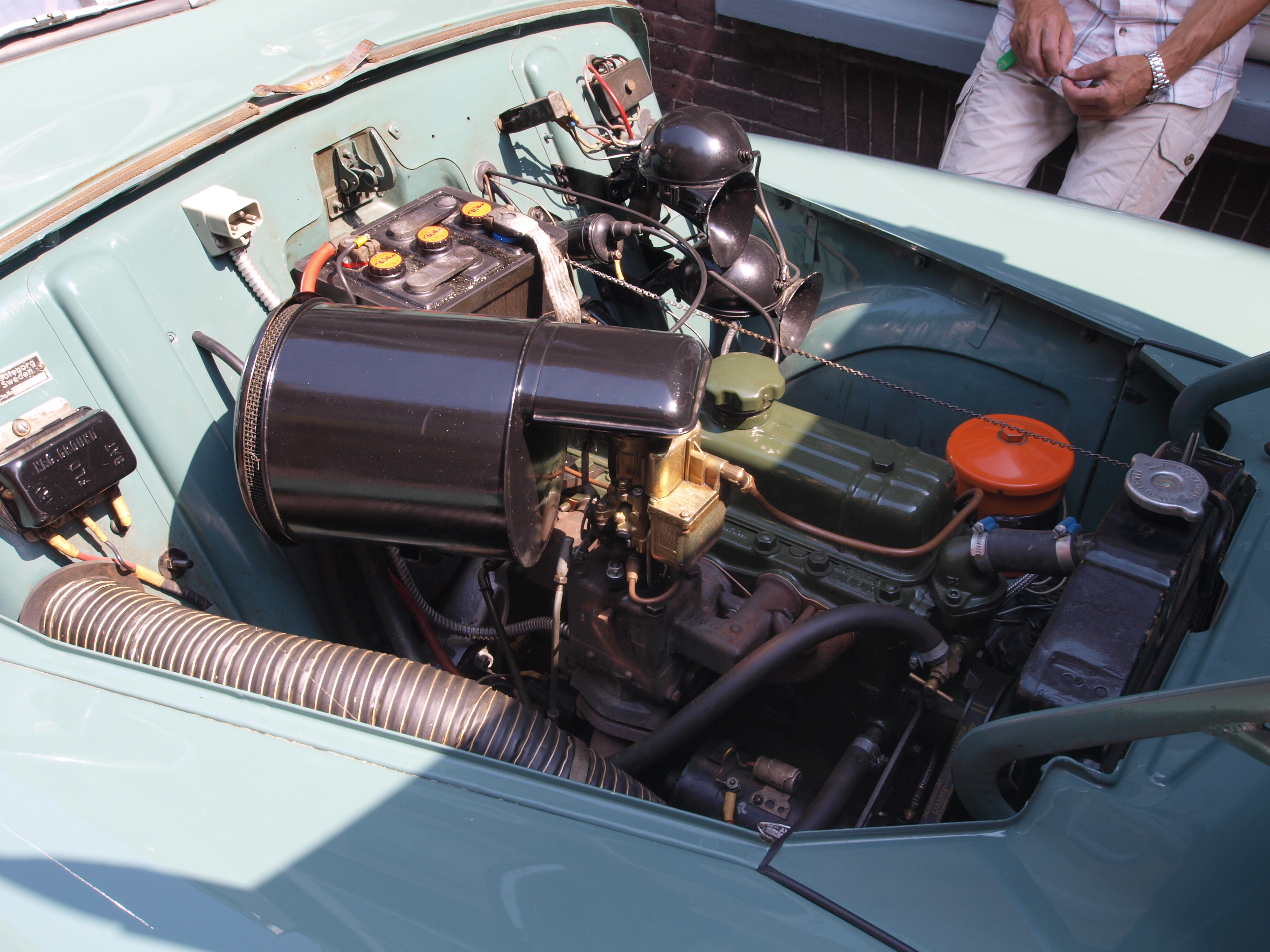
Il motore

La PV444 fu la prima vettura costruita dalla Volvo ad adottare la scocca portante con motore anteriore e trazione posteriore.
Le prime PV444 erano spinte da un motore B4B da 1.400 cm³, 4 cilindri in linea, con valvole in testa ed un solo carburatore. Alla fine del 1955 il B4B fu aggiornato, e fu chiamato B14A. Dal 1957 fu aumentato l'alesaggio del B14A, portando la cilindrata da 1,4 a 1,6 litri.
Il nuovo motore (B16) equipaggiò le versioni standard (B16A), e le versioni sportive (B16B). Queste versioni furono molto apprezzate dal pubblico, per la loro affidabilità e potenza.
La PV444 era presentata in versione berlina a 2 porte, ma dal 1953 ne venne ricavata anche una versione station wagon che prese il nome di Volvo Duett.
Per i carrozzieri e i trasformatori venne reso disponibile anche solo il pianale motorizzato, con la denominazione di PV445, da cui vennero ricavate le più varie versioni, in particolare quelle pick-up e furgone.

## PV544

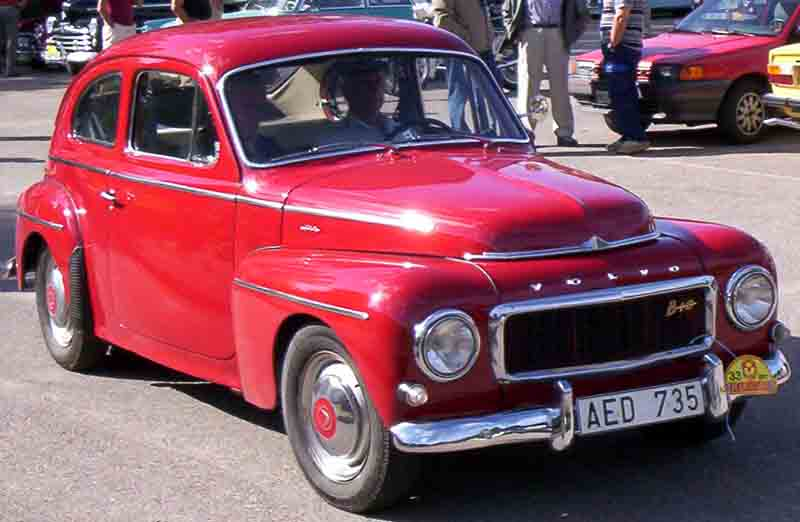
Una Volvo PV544

Il 25 agosto 1958 la Volvo introdusse la PV544, ovvero un profondo restyling della PV444. Le novità erano: il parabrezza in due parti piane della PV444 fu sostituito da uno monopezzo, ma curvo; le luci posteriori diventarono più grandi e il tachimetro era a nastro. Inoltre il cambio a tre marce della PV444, fu sostituito da un più moderno quattro marce.
Nel 1962 il motore B16 fu sostituito dal B18, derivato dalla P1800. Come il B16 era offerto in versione monocarburatore (B18A) e bicarburatore (B18D). Inoltre, sempre nel 1962, l'impianto elettrico passò da 6 a 12 Volt. La 544 fu ulteriormente perfezionata fino al 20 ottobre 1965, anno in cui l'ultimo esemplare uscì dalle catene di montaggio per essere destinato al museo Volvo di Göteborg.
Durante gli stessi anni continuò ad essere prodotta anche nella versione station wagon, cioè la Duett.
Non venne sostituita direttamente da alcun nuovo modello ma da quel momento la Volvo più piccola della gamma divenne la Amazon.

## La PV nei media
Una Volvo PV444 ridotta ad un rottame viene trasformata in un'automobile volante cabriolet in Pippi Calzelunghe.